# Lake Aroarotamahine
Der Lake Aroarotamahine ist ein See auf der Insel von Mayor Island / Tūhua, die zum Western Bay of Plenty District der Region Bay of Plenty auf der Nordinsel von Neuseeland gehört.

## Geographie
Der Lake Aroarotamahine befindet sich an der Ostseite der Insel, rund 330 m von der Küste der Taratimi Bay entfernt. Mit einer Nord-Süd-Ausrichtung erstreckt sich der See über eine Länge von rund 775 m und einer maximalen Breite von rund 235 m. Die Fläche des Sees nimmt 10,6 Hektar ein und die Uferlinie bemisst sich auf rund 1,82 km. An der tiefsten Stelle kommt der Lake Aroarotamahine auf rund 18,3 m.
Der See verfügt über keine erkennbaren Zu- oder Abflüsse.

## Geologie
Mayor Island / Tūhua ist vulkanischen Ursprungs und hat sich vor rund 7000 Jahren gebildet. In der Caldera des Vulkans haben sich an der Ostseite die beiden Seen Lake Aroarotamahine und Lake Te Paritu gebildet.

## Farbe des Sees
Der See besitzt eine grüne Farbe, die durch Algen produziert wird.